# Mats Gustafson Long Island, N.Y.
|  | Denne artikel er oprettet af botten PalnaBot ud fra en ekstern database. Den kan derfor have sproglige fejl eller mangler. Denne skabelon kan fjernes efter kontrol af indholdet. |

Mats Gustafson Long Island, N.Y. er en film instrueret af Emil Noel.

## Handling
I modebranchen findes et antal verdensberømte fotografer og et lille antal ligeså berømte illustratorer, denne film handler om en af de bedste. Mats Gustafson (1951) er med sine akvareller blevet verdensberømt for sine unikke illustrationer af haute couture, og har gennem de sidste 25 år arbejdet for alle de helt store modehuse såvel som modemagasiner. For tiden takker han, for det meste, nej til arbejde af den slags og helliger nu sin streg til sig selv og til sin egen kunst. Fra sit nye atelier på Long Island fortæller han i dette portræt åbent om sine erfaringer, overvejelser og sin tvivl om at skulle sadle om midt i livet. Hvordan det påvirker hans liv og virke at forlade Manhattan efter 25 år; og ikke mindst sit forhold til sin mor og hjemlandet Sverige